# Lindenbühl
Lindenbühl ist ein Gemeindeteil der Gemeinde Haundorf im Landkreis Weißenburg-Gunzenhausen (Mittelfranken, Bayern). Lindenbühl liegt in der Gemarkung Haundorf.
Das Forsthaus und die vier umgebenden landwirtschaftlichen Gebäude liegen auf einer Lichtung inmitten des Mönchswaldes.
Der Ort gehörte schon vor der Gebietsreform zu Haundorf. Das geographische Lexikon von 1799 bezeichnete es als herrschaftliche Wildmeisterwohnung im Bezirke des Ansbachischen Oberamtes im Bezirk Gunzenhausen. Zu Beginn des 19. Jahrhunderts lebten dort 9 Menschen.

## Wanderwege
Durch Lindenbühl verläuft der Fernwanderweg Rangau-Querweg.